# Motorový vůz M 274.0
Motorové vozy řady M 274.0 (tovární typ Škoda 10Mo) byly rychlíkové osobní železniční vozy, které byly vyráběny v letech 1934 až 1936 pro Československé státní dráhy ve Škodě Plzeň. Bylo vyrobeno celkem 14 vozů, které byly součástí rodiny tzv. „Modrých šípů“ (tři podobné typy motorových vozů ČSD pro rychlíkovou dopravu). Do současnosti se dochovalo jediné vozidlo této řady, které je renovovaným pojízdným historickým exponátem v majetku Železnic Slovenskej republiky.

## Konstrukce
Vozy řady M 274.0 byly čtyřnápravové motorové vozy. Na dvou podvozcích, z nichž jeden byl hnací, se dvěma tlapově uloženými trakčními elektromotory, byla usazena celokovová vozová skříň s aerodynamickou úpravou. Podvozky měly dvojité odpružení (primární vinutými pružinami, sekundární listovými pružnicemi), u všech vozů byl rozvor náprav v podvozku jednotný (2500 mm). Základem hnacího agregátu byl naftový motor Škoda R 230/6. Byl to robustní, stojatý řadový šestiválec s přímým vstřikem paliva. Válce měly průměr 230 mm se zdvihem pístů 280 mm. Jeho jmenovitý výkon byl 400 k (294 kW) při 1000 ot./min. Byl přírubově spojen s trakčním dynamem a soustrojí bylo uloženo ve strojovně na rámu vozu. Jednalo se o doposud největší spalovací motor v našem kolejovém provozu. U motorových vozů poslední, třetí série (inv. čísla 09 – 14), byl jeho výkon nastaven na 425 k (312 kW). Rozdílné byly také parametry elektrických trakčních strojů. U vozů první a druhé série (inv.č. 01-08) pracoval hlavní generátor (HG) s výkonem 265 kW / 440 V, 600 A při 1000 ot./min. a každý ze dvou trakčních elektromotorů (TM) s výkonem 118 kW / 440 V, 300 A při 650 ot./min. Třetí série vozů – HG 280 kW , 450 V , 620 A , 1000 ot./min. a TM 125 kW, 450 V, 650 ot./min. Interiér vozu byl rozdělen na dvě krajní stanoviště strojvedoucího (čela vozu byla průchozí), strojovnu, zavazadlový oddíl, čtyřmístný oddíl s kabinou WC a velkoprostorový oddíl pro cestující, který měl 56 míst k sezení s uspořádáním sedadel 2+2 a uličkou uprostřed. Malý oddíl u kabiny WC byl u třetí série vozů zrušen, čímž byl zvětšen zavazadlový prostor a počet sedadel poklesl na 52. Obě stanoviště strojvedoucího byla z každé strany přístupná pomocí jednokřídlých dveří, zavazadlový oddíl měl vlastní dvoukřídlé dveře v obou bočnicích. Cestující nastupovali a vystupovali přes zadní stanoviště strojvedoucího. Jednotlivé výrobní série vozů se lišily nejen výkonem hnacího agregátu, ale také celkovou délkou vozu, jeho hmotností a průměrem dvojkolí (1000 mm , u třetí série pak 920 mm).

## Vývoj, výroba a provoz
Tzv. „Modré šípy“ (kromě řady M 274.0 i řady M 273.0 od Královopolské a M 275.0 od ČKD) objednalo československé ministerstvo železnic pro ČSD začátkem 30. let. Modré šípy se nazývaly díky barevnému řešení v kombinaci modrá a krémová. Slovenské vozy M 274.0 získaly během druhé světové války červené zbarvení podle motorových vozů GANZ.  
Jejich úkolem mělo být zrychlení a zkvalitnění dopravy na méně vytížených rychlících. První pětikusová série řady M 274.0 (M 274.001 až 005) byla ve Škodě vyrobena v roce 1934 (Škoda 10Mo1), následovaly tři vozy v roce 1935 typově označené 10Mo2 a v roce 1936 posledních šest kusů (10Mo3). Třetí série se lišila od první a druhé vzhledově. Byly delší a v prostoru nad motorem vznikla designová "boule" do níž byly vyvedeny výfukové roury. 
Vozy byly dodány do Prahy (10 ks) a Bratislavy (4 ks), společně s nimi přišly i přípojné vozy řady Calm (výrobce Ringhoffer). Řada M 274.0 byla nasazována např. na rychlíky z Prahy do Mostu, Teplic, Plzně, Českých Budějovic, Liberce a z Bratislavy do Žiliny a Zvolena. Za druhé světové války byl jejich provoz v protektorátu nejprve omezen a nakonec byly kvůli nedostatku pohonných hmot odstaveny. Slovenské motorové vozy byly provozovány téměř celé období 2. světové války. Jelikož motorové vozy M 273:0 a M 275.0 sloužily v pohraničních depech, dostaly se po záboru Sudet pod provoz DRG a byly přeznačeny podle německého systému. Tento osud nepotkal však pražské M 274.0, které byly provozovány (nebo odstaveny) celou dobu u ČMD-BMB. 
Po válce opět jezdily na různých rychlících. Mimo jiné sloužily na rychlících Praha-Brno ve dvojicích v kombinaci M 274.0 - Calm - Calm - M 274.0. Některé z nich byly předány z Prahy a Bratislavy např. do Plzně či Brna. Plzeňské depo je nasazovalo na šumavskou trať do Železné Rudy. Řada M 274.0 byla nejelegantnější z "Modrých šípů". a dá se říct, že jedny z nejelegantnějších motorových vozů u ČSD vůbec V poválečném období jezdily ponejvíce s novými přípojnými vozy Bam, které byly určené původně k motorovým vozům M 284.0 a M 284.1. V provozu byly vozy spolehlivé a pro své jednoduché, účelné řešení bylo u obsluhujícího personálu velmi oblíbené. Velmi dobře byly hodnoceny vlastnosti elektrického přenosu výkonu a jeho regulace i robustní spalovací motor, dokonale přístupný při údržbě a opravách. Když motorové vozy zastaraly, lokomotivní depa a dílny projevily velkou snahu, udržet spolehlivá vozidla co nejdéle v provozu. Na rozdíl od Modrých šípů z Královopolské a ČKD, které skončily podstatně dříve, do příchodu motorových vozů M 284.0 a 1 a první série motorových vozů M 262.0. První ze 14 škodováckých „Modrých šípů“ byl zrušen v roce 1952 s ohledem na dodávky nových vozů řady M 262.0. Vyřazování pak v 50. letech pokračovalo. Poslední dosloužily stroje M 274.004 a M 274.008 v Plzni v roce 1959. Některé vozy byly upraveny pro službu při stavbě a údržbě elektrického trakčního vedení, kde sloužily až do přelomu šedesátých a sedmdesátých let.
Několik chátrajících vraků se zachovalo do konce 20. století. V lokomotivním depu ve Vrútkách byl v letech 1996–1998 renovován vůz M 274.004 s využitím dílů z vozů 002 a 005. Jako historický vůz byl zprovozněn v roce 2000, je majetkem Múzejno-dokumentačného centra ŽSR a společně s renovovaným přípojným vozem Calm 5-0038 je využíván k nostalgickým, prezentačním a komerčním jízdám na Slovensku i v zahraničí. Ve Vrútkách dodnes stojí vraky (holá kostra vozové skříně a podvozky) vozů 002 a 005. Vrak inventárního čísla 003 se nachází v Kutné Hoře, kde skupina nadšenců měla plán uvést ho do vystavovatelné podoby a kam byl převezen z České Třebové. Dále existuje skříň motorového vozu 011 v zahrádkářské kolonii nedaleko nádraží v Šumperku. Jedná se o jedinou dochovanou skříň 3. série s "boulí" na střeše nad motorem. Motorové vozy M 274.0 se vyskytují v budovatelském filmu z 50. let Karhanova parta. 